# 巴西—畿內亞比紹關係
巴西－幾內亞比紹關係（葡萄牙語：Relações entre Brasil e Guiné-Bissau）是指巴西與幾內亞比紹历史上与现代的双边外交關係。两国都是葡萄牙語圈的一部分，在葡萄牙殖民帝國时期就已经有所往来。几内亚比绍独立后翌年的1974年，巴西与几内亚比绍建立大使级外交关系，并在比绍开设大使馆。2003年卢拉成为巴西总统以来，两国关系迅速发展。现今，巴西与几内亚比绍亦通过在联合国、葡萄牙语国家共同体、77國集團等多個國際組織的合作交流加深了邦誼。

## 政治交流

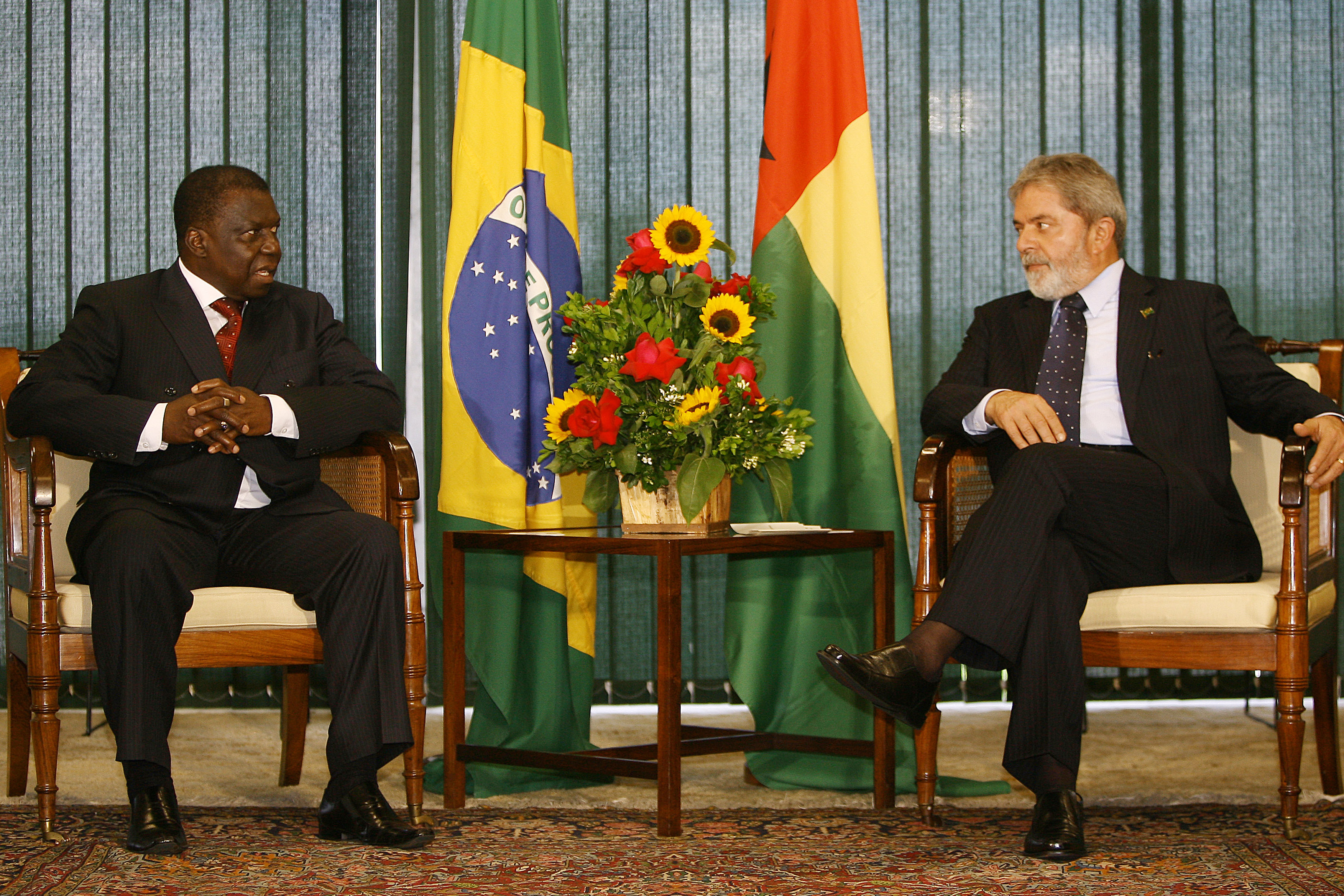
几内亚比绍总统若昂·贝尔纳多·维埃拉会见巴西总统卢拉

在16世纪，巴西与几内亚比绍皆处于葡萄牙殖民帝国的统治下，当时，一些非洲人奴隶也被葡萄牙殖民者从葡属几内亚贩卖到巴西。与此同时，随着双边交流日趋密切，也有一些巴西人成为了葡属几内亚的殖民官员。1822年，巴西帝國脱离葡萄牙-巴西-阿爾加維聯合王國独立，巴西皇帝佩德罗一世有意愿并吞葡萄牙在非洲的殖民地，但遭到了英国与葡萄牙的联合反对。1825年11月15日，葡萄牙王国与巴西帝国签订《1825年里约热内卢条约》，承认巴西的独立。但其中第三款规定巴西帝国不得接受任何葡萄牙殖民地加入巴西。
随着奴隶贸易终结，加之欧洲列强进入非洲，巴西逐渐地疏远了与葡属几内亚的联系，转而加强与其他拉丁美洲国家、欧洲国家及美国的关系。在此期间，巴西与葡属几内亚的交流，更多地体现为巴葡关系的延伸；20世纪70年代以前的巴西更长期支持葡萄牙在非洲的殖民统治，并提出建立非洲-巴西-葡萄牙共同体，反对联合国承认几内亚比绍单方面宣布独立的决议。此时，巴西与葡萄牙政府签署了商业条约，葡萄牙也向巴西开放了葡属几内亚等地的海港。
1973年，石油危机爆发后，巴西转变了对葡萄牙殖民统治的对策，于1974年承认几内亚比绍的国家地位，并在比绍开设大使馆。1979年，若昂·菲格雷多出任巴西总统后，采取平等互利、互相尊重、独立自主的外交政策，加强与包括几内亚比绍在内的非洲国家各领域联系。菲格雷多本人也在1983年11月访问几内亚比绍，成为首位访问该国的巴西总统，这一次访问也是巴西总统对非洲的首次正式访问。1996年，巴、几比等国更共同成立了葡萄牙语国家共同体，巴西还支持联合国为恢复几内亚比绍秩序所采取的维和行动。但在此期间，巴西仍然将美国作为外交政策的中心，巴、几比关系还是相对冷淡。
2003年，卢拉上台后，巴西重新加强了与几内亚比绍的联系，2005年，卢拉出访几内亚比绍，期间，他提出转让巴西的先进技术，帮助几内亚比绍自行开发抗艾滋病的药品。罗塞夫接替卢拉成为总统后，延续了卢拉的对非政策。几内亚比绍也于2011年在巴西利亚开设大使馆。巴西外长也在这一年出访了几内亚比绍，期间两国签署了在农业领域加强合作的协议。其后，几内亚比绍总统若泽·马里奥·瓦斯也在2015年出访了巴西。

## 经贸关系
几内亚比绍国土狭小，产业落后，商品缺乏竞争力，长期处于贸易逆差。进入21世纪以来，巴西与几内亚比绍的贸易联系显著加强，2002年-2011年间，巴、几比双边贸易额从18.1万美元增长至2120万美元，但在2012年以来，贸易额就开始下跌。据经济复杂性研究中心统计，2020年，巴、几比双边贸易额约为409.2万美元，其中巴西出口346万美元，主要出口蔗糖、酒精制品等商品。而几内亚比绍则主要向巴西出口椰子、巴西坚果及腰果等农产品。同时，巴西对几内亚比绍的投资额也逐步增加，2004年以来，淡水河谷公司等巴西企业开始进驻几内亚比绍，开展各项业务。

## 人文交流
巴西、几内亚比绍两国都是葡萄牙語圈的一部分，在葡萄牙殖民帝國时期就已经有人文往来。自卢拉执政以来，巴西加强了与几内亚比绍的人文交流，不仅在几内亚比绍开设巴西文化中心，推广巴西文化，也开设非洲葡语国家国际电视台，提高巴西在当地的影响力。在教育上，巴西也向几内亚比绍提供了大量人员培训机会及教育合作项目。2010年，巴西政府更成立葡非巴联合联邦大学，招收几比等非洲国家的留学生。现今几内亚比绍也是向巴西派遣留学生最多的国家之一，2000-2020年间，几内亚比绍共有1,426名留学生在巴西接受了高等教育，其中590名自葡非巴联合联邦大学毕业。
巴西也多次为几内亚比绍提供人道主义援助。并凭借经济手段，向包括几内亚比绍在内的非洲诸国推广巴西的农业发展经验，传播“家庭救助金计划”，并邀请几内亚比绍代表团来巴学习借鉴。2011年，巴、几比两国签署的农业合作协议，为双边农业的进一步合作提供了法理依据。

## 引用
1. ↑  徐国庆（2012年），第136页
2. ↑  Alan（1951年）
3. ↑  徐国庆（2012年），第136-137页
4. ↑  贺双荣（2011年）
5. 1 2  外交部（2022年）
6. ↑  徐国庆（2012年），第138页
7. 1 2 3  Danilo（2014年）
8. 1 2  徐国庆（2012年），第143-145页
9. ↑  BBC（2005年）
10. 1 2  外交部（2011年）
11. ↑  商务部（2022年）
12. ↑  OEC（2023年）
13. ↑  徐国庆（2012年），第142页
14. ↑  徐国庆（2012年），第146-151页
15. ↑  大使馆（2022年）
16. ↑  徐国庆（2014年）